# Бритоголовые (фильм)
«Бритоголовые» (известен также под названием «Скины» или под оригинальным названием «Ромпер-стомпер»; англ. Romper Stomper) — австралийская художественная драма 1992 года режиссёра Джеффри Райта c Расселлом Кроу в главной роли о жизни и падении группировки наци-скинхедов из рабочего пригорода Мельбурна.

## Создание
Сценарий Джеффри Райта вдохновлён известными преступлениями лидера мельбурнских неонацистов Дейна Свитмена. Райт связался со Свитменом по почте в 1991 году, чтобы предложить интервью; Свитмен в то время отбывал пожизненное заключение в тюрьме Пентридж за убийство. Интервью не могло быть организовано своевременно из-за тюремных ограничений, поэтому они начали переписку, и Свитмен предоставил Райту стенограмму своего судебного процесса по делу об убийстве, из которой Райт черпал вдохновение. Так, фраза, произнесённой Хэндо, когда он выгонял сквоттеров со склада, «Я отрежу вам ноги», - прямая ссылка к тому, что Свитмен отрезал ноги своей жертве.
Образы Габриэль, Дэйви и панк-девушек основаны на соратниках Свитмена. Однако имя Свитмена отсутствовало в финальных титрах. Этот вопрос был поднят в австралийских СМИ во время рекламной фазы промоушена фильма. В 1992 году во время интервью на Tonight Live со Стивом Визардом Рассел Кроу указал на происхождение образа своего персонажа. Райт также ссылался на Свитмена как на источник вдохновения для персонажей фильма.
Фильм финансировался Австралийской кинокомиссией совместно с Film Victoria.

## Сюжет
В центре сюжета любовный треугольник — отношения двух друзей скинхедов, Хэндо и Дэйви, которые испытывают своеобразные чувства к отвязной и больной эпилепсией девушке Габриэль.
Банда жестоких неонацистов из Футскрей (Виктория), нападает на трех вьетнамских австралийских подростков в туннеле на железнодорожной станции «Футскрей». Неформальный лидер вьетнамцев по прозвищу Тигр собирается утихомирить скинхэдов. Банду возглавляет Хэндо со своим другом и заместителем Дэйви. Они встречают Габриель на следующий день после того, как её богатый отец Мартин способствовал аресту её парня-наркомана, прежде чем Габриель начинает романтическое общение с Хэндо.
Другая группа скинхедов приезжает к ним из Канберры, один из которых присоединился к Королевскому австралийскому флоту. Затем следует вечеринка на складе арендуемом бандой Хэндо. На следующий день два парня идут в их любимый местный бар. Без их ведома владелец из местных продал его вьетнамскому бизнесмену. Увидев нового владельца и его сыновей, они сообщают об этом Хэндо.
Совместно с бритоголовыми из Канберры банда Хэндо нападает на вьетнамцев, перекупивших бар. Они приезжают и жестоко избивают сыновей нового владельца. Подросток, ставший свидетелем избиения, бежит к Тигру. Тот собирает рабочих с фабрики, и они приезжают к бару. Вьетнамцы под предводительством Тигра расправляются с бандитами в баре. Бритоголовые вынуждены отступить к арендуемому ими складу, но вьетнамцы поджигают его.
Скинхеды находят себе новую базу — ещё один склад (выселив оттуда пару сквоттеров) — и планируют месть. Узнав, что члены банды планируют купить пистолет, две подруги банды уходят. Габриэль предлагает ограбить особняк её отца Мартина (он извращенец-педофил, который с детства принудил свою дочь к сексу с ним и сожительствует с ней), которого она ненавидит. Молодчики захватывают дом, избивают Мартина, разбивают один из его автомобилей, поскольку он японский, и грабят винную коллекцию. Габриель говорит Мартину, что кража со взломом — это месть ему за годы жестокого обращения. В конце концов отцу Габриэль удаётся освободиться и при помощи пистолета очистить свой дом от незваных гостей.
Габриель критикует Хэндо за проведение грабежа. Хэндо ссорится с Габриэль и бросает её. Когда она уходит, Дэйви даёт ей адрес своей бабушки, где девушка может его найти. Дейви объявляет о своем намерении уйти в то же время. Габриэль звонит анонимно в полицию и отправляется к Дэйви, с которым проводит ночь. Во время полицейской облавы на складе погибает мальчишка-скинхед Бабз, после того, как он направил незаряженный пистолет на полицию. Хэндо, находящемуся отдельно от основной группы, удаётся бежать.
Придя к Дэйви, Хэндо видит Габриэль в постели своего друга и обвиняет её в том, что это она предала их полиции. Дэйви обеспечивает девушке алиби, сказав, что она всё время была с ним. Все трое отправляются в бега. Во время ограбления маркета на заправке Хэндо душит  дежурного и убивает его. Проездив всю ночь на машине, они останавливаются на пляже.
На следующее утро на пляже Габриель подслушивает разговор, в котором Хэндо пытается убедить Дэйви бросить её. Неверно истолковав их разговор, она решила, что они собираются её бросить. Тогда девушка поджигает украденный автомобиль с запасами еды, украденной с заправки, и признается, что звонила в полицию. Хэндо в ярости догоняет девушку и начинает её душить. Дейви, защищая Габриель, убивает Хэндо, ударив его ножом в заднюю часть шеи.
В эпилоге фильма появляется автобус с азиатскими туристами, которые возбуждённо снимают фотоаппаратами и видеокамерами горящий автомобиль и драму между Габриель, Хэндо и Дэйви на пляже.

## В ролях
- Рассел Кроу — Хэндо
- Дэниэл Поллок — Дэйви
- Жаклин Маккензи — Габриэль
- Алекс Скотт[англ.] — Мартин
- Ли Рассел — Сонни Джим
- Дэн Уайли[англ.] — Кэкклз
- Джеймс Маккенна — Бабз
- Кристофер Маклин — Люк
- Джон Брамптон[англ.] — Магу
- Тони Ле Нгуен[англ.] — Тигр

## Прокат и восприятие
Romper Stomper занял первое место в австралийском прокате с полными сборами в $819 736 на 49 экранах, заменив в этом качестве комедию «Строго по правилам». Затем он собрал $3,2 млн в австралийском прокате, став вторым самым кассовым австралийским фильмом года после «Строго по правилам». Фильм имеет рейтинг 79 % на Rotten Tomatoes на основе 29 рецензий со средневзвешенным значением 6,4/10; его аннотация: «Неумолимо мрачный и захватывающий, Romper Stomper — это тревожно аутентичный взгляд на внутреннюю динамику группы ненависти, с яркой игрой Рассела Кроу».
Кинокритик Дэвид Стрэттон из The Movie Show на канале SBS  высказал мнение, что фильм социально безответственен, поскольку изображает неонацизм как нечто забавное и захватывающее во времена повышенной расовой напряженности. Он вовсе отказался давать фильму оценку, тогда как его коллега-критик из Movie Show Маргарет Померанц дала ему четыре с половиной звезды. Стрэттон также описал фильм в Variety как «Заводной апельсин без интеллекта». Райт был так расстроен оценкой Стрэттона, что позже вылил на Стрэттона бокал вина во время случайной встречи на Венецианском кинофестивале 1994 года. Позже Стрэттон разъяснил свою позицию. По его мнению, Romper Stomper хорошо снят, весьма хорошо сыгран, и режиссёр продемонстрировал большой талант. Однако он был снят в то время, когда были некоторые расовые проблемы с молодыми вьетнамцами, особенно в Мельбурне, и Стрэттон думал, что фильм мог спровоцировать ещё больше насилия. В то время он получал письма от людей из вьетнамской общины, благодаривших его за такую позицию.

## Награды
Фильм был номинирован на девять премий Австралийского института киноискусства, выиграв награды «Лучшее достижение в области звука», «Лучший актер в главной роли» и «Лучшая оригинальная музыкальная партитура».
На церемонии вручения премии APRA Music Awards в 1993 году саундтрек получил награду «Лучшая музыка года для телевидения или кино».

## Влияние
Жестокое содержание фильма вызвало бурные споры. В марте 2000 года в британском исправительном учреждении для несовершеннолетних преступников Фелтем британский заключенный Роберт Стюарт забил своего сокамерника Захида Мубарека до смерти деревянной ножкой стола. В 2004 году Стюарт был признан виновным в убийстве Мубарека на расовой почве и приговорен к пожизненному заключению. Стюарт сравнивал себя с Хэндо из «Romper Stomper», а также с Алексом Деларджем из фильма «Заводной апельсин». В ходе расследования выяснилось, что Стюарт посмотрел «Romper Stomper» за два дня до убийства. Один из членов следственной группы сказал, что он был плодовитым автором писем, и большая часть его переписки содержала расистский контент и контент, мвязанный с насилием: «В переписке он видит себя, снимающимся в „Romper Stomper“, расистским головорезом, нападающим на гуков», — сообщалось следствию. Британская Антинацистская лига протестовала против премьеры фильма в Лондоне.
Дилан Руф, белый расист, устроивший стрельбу в церкви в Чарльстоне, разместил на главной странице своего личного сайта фотографию умирающего Хэндо.
Решением Кировского районного суда города Томска от 21.07.2009 года видеофайл «Romper Stomper.wmv» признан в Российской Федерации экстремистским материалом и был внесён в Федеральный список экстремистских материалов (669).

## Сериал
Австралийский видеостриминговый сервис Stan выпустил одноимённый шестисерийный телесериал как продолжение фильма. Режиссер фильма Джеффри Райт снял два эпизода вместе с коллегами-режиссёрами Дайной Рейд и Джеймсом Напье Робертсоном. Те же роли сыграли Жаклин Маккензи, Дэн Уайли и Джон Брамптон.